# 華特·迪士尼
沃尔特·伊利亚斯·“华特”·迪士尼（1901年12月5日—1966年12月15日），中国大陆又译沃尔特·迪斯尼，香港又譯和路迪士尼，於1901年12月5日出生在美國伊利諾伊州芝加哥，與三哥羅伊·迪士尼為華特迪士尼公司共同創始人。他是世界最著名的電影製片人、導演、劇作家、配音演員和動畫師之一，至今為止仍是世界上獲得奧斯卡獎最多的人。
華特·迪士尼于1966年秋，病情惡化因此入住博班克醫院，並進行切除肺的手術。而在12月15日因醫治無效死去，心臟停頓，此時他還在為位於佛羅里達州的華特迪士尼世界度假區操勞，這是他親自操刀設計的遺作，採用酒店、餐飲與購物結合的主題式遊玩體驗，也是目前最大的迪士尼樂園，於他死後5年於1971年開幕。

## 生平

### 童年生活
1901年12月5日出生于芝加哥，家中排行第四。父亲是移居美國的愛爾蘭裔加拿大人，母親是有德國和英格蘭血統的美國人。他的名字来源于他父亲在圣保罗教堂的牧师好友沃尔特·帕尔。
1902年6月8日沃尔特·帕尔在自己的教会里为華特·迪士尼施洗礼。
1906年，老迪士尼用全部家产在密蘇里州東北的马赛林购买了一个小农场，那个农场有200公顷大，并且离他的大伯罗伯特·迪士尼家不远。據他後來的回憶，那是他一生中最快樂的時期，他和小妹魯絲（Ruth），因為年紀尚小，不用幫忙農事，常到附近的池塘游泳，與田野間的小動物玩耍，在樹林下閒蕩。同一時期他也養成了對繪畫的喜愛，華特没有玩的，便在草稿纸上画农场小动物。母亲发现了儿子绘画的天赋，给他买了一本画册，沃尔特便整日临摹，越画越好。有一次，一位叫舍伍德的医生看中了他的画，出5角钱把他的画买去，並付錢請他畫舍伍德的馬「鲁伯特」。 在马赛林他也愛上了火車，經常用耳朵貼在鐵軌上聽駛來的火車聲，也藉由開火車的叔叔Mike Martin，觀察如何開火車。
1909年大哥和二哥離家出走，加上父亲因傷寒而病倒，不能继续在农场工作，只好把农场卖掉，搬到堪萨斯城以送報維生。根据堪萨斯城公立学校管理單位的记录，迪士尼是从1910年开始在本顿文法学校上课。
1911年6月8日結業，延遲一年就學的原因是為了陪同小妹魯絲一起上學。之後到芝加哥藝術學院註册，但後來並未完成學業。在學期間，他並不是個好學生，因為早起送報的緣故，無法專心上課，課堂上常打瞌睡，作白日夢，亂寫亂畫。15歲那年，暑期打工充當在火車上遊走的小販，賣汽水、糖果、報紙等給旅客，這時他對火車更是著迷，有一次看入神，竟然將販賣的商品遺忘在一旁，以致全部被人拿走。哥哥洛伊借錢給他賠償老板，並勸他把工作辭了。中學時期，他負責校刊中的漫畫，他的漫畫非常具有政治性及充滿愛國情操，主要針對當時發生的第一次世界大战。哥哥洛伊加入了海軍，他很想跟隨哥哥加入部隊，爲了入伍，就于16歲時輟學，但是當時他年齡不足，部隊並不接受他。華特认为，自己将来有可能当一名画家。
1914年欧洲的第一次世界大战爆发。1917年，同學告知迪士尼美国红十字救护队正在招募年滿17歲者，在得到母親的同意下，他將出生證明文件上的生日由1901年改為1900年，以便符合年齡的限制。
1918年美國參加第一次世界大戰。當年25歲的三哥羅伊馬上應徵入伍，到海外去參加戰鬥。同年7月，華特高中畢業後去看望在芝加哥城邊上大戶海軍基地接受訓練的羅伊，羅伊給華特講了一些海外戰爭的故事，華特對參軍的興趣大增。當天他就決定要入伍。由於征兵人員對華特的年齡有疑問，要求他出示出生證明。由於找不到準確的證明，華特·迪士尼模仿父母的簽字，成為了國際紅十字會的一名志願兵。
雖然盡了最大的努力，他始終未曾真正目睹戰鬥。在他受完訓練出發前往歐洲之前，德國已簽下停戰協訂結束戰爭。在最後的一段服役期間他在法国擔任救护车的駕駛，穿梭在一些重要官員間，閒來沒事將他的救護車畫得到處都是以消磨時日，在法國的這段日子，也養成抽煙的習慣。

### 動畫與創業
1919年他終於受夠了法國“非常寂寞”的日子，提出退役申請，這段經歷促使他想清楚日後要從事的工作志向。華特回到了芝加哥。之後又回到小時候生活過的堪薩斯，在這裡，華特真正開始了他的創業。到堪薩斯後，華特通過三哥洛伊·O·迪士尼的介紹在一家名叫普雷斯曼魯賓的廣告公司（Pesmen-Rubin Commercial Art Studio）做畫家，由於公司對他的繪畫能力有質疑，因此他只幹了一個月就被解雇了。
1920年和路和一位當時也在普雷斯曼魯賓公司工作的同事烏布·伊沃克斯（Ub Iwerks）合伙成立了伊沃克斯—迪士尼商業美術公司（Iwerks-Disney），然而公司的運作並不順利，只有少數客戶願意給他們機會，由於從一項業務中總共才掙到135美元，伊沃克斯—迪士尼商業美術公司成立不到一個月就停業了。
之後，和路加入了堪薩斯市廣告公司，而且在這裡學到了拍攝電影和動畫的基本技術。在Kansas City Film Ad，他們為當地電影院製作早期的動畫廣告，迪士尼被動畫未來發展的潛力所吸引，他花許多時間在市立圖書館裡研讀有關解剖學及機構學的書籍，同時讀到一本Edweard Muybridge所寫有關動畫的書。他充分利用在公司的時間體驗動畫及電影技術，甚至於借走一部公司的攝影機回家作實驗。經過了兩年的歷練，迪士尼自覺已具備足夠的經驗再次開啟個人的事業。
1922年華特建立了歡笑動畫公司（Laugh-O-gram Films）兼製作電影發行人弗蘭克·紐曼發行公司的動畫短片，當時員工包括Iwerks、Hugh Harman、Rudolph Ising、Carmen Maxwell和Friz Freleng。5月23日，華特取得烏布的同意，將伊沃克斯—迪士尼商業美術公司的剩餘資產併入歡笑動畫公司，在歡笑動畫公司，從事製作以當代手法改編受兒童歡迎的傳說故事的卡通短片，華特製作了《小歡樂》（Laugh-O-Grams）動畫，並賣給了堪薩斯城的發行商，所製作的短片在堪薩斯城當地颇受好評，但其花費的成本卻大於收入。在製作《愛麗絲在卡通國》（Alice Comedies）的過程中，已經更名為紐曼歡笑動畫的公司倒閉了。
1923年在製作最後一部短片——人物加上動畫演出的“愛麗絲夢遊仙境”（Alice's Wonderland）時，Laugh-O-Gram公司7月宣告破產，此時華特·迪士尼決定前往成功發展中的娛樂工業中心加州好萊塢發展。他賣掉了自己的攝影機，換來一張驶往加州的單程火車票。他離開了朋友和曾經一起打拚的伙伴們，但帶著未完成的“愛麗絲夢遊仙境”影片膠卷。華特·迪士尼到了洛杉磯，準備在好萊塢發展。當他抵達洛杉磯時，身上只剩下40美元和一只裝著未完成的卡通片的行李箱。有趣的是，他原想從動畫上發跡，卻又怕無法跟紐約的對手競爭，所以他的第一志願選的是導演，他拜訪城裡的每一家電影工作室，但都遭到當面回絕。華特·迪士尼發覺影片界發展不會順利後，便回到動畫領域。他在好萊塢第一個卡通工作室就位於伯父羅伯特家的車庫，他寄了一份未完成的作品給紐約的影片發行商Margaret Winkler，很快就得到對方的回應，他希望取得更多“愛麗絲夢遊仙境”一系列人物加動畫短片的發行權。華特·迪士尼尋求哥哥洛伊·O·迪士尼的協助，此時洛伊·O·迪士尼正因肺結核在洛杉磯的一家退伍軍人醫院療養。華特·迪士尼非常誠心地請求哥哥能到這家草創的工作室幫忙，表示如果欠缺他的協助，財務上將無法維持收支的正常，哥哥答應了他，並和他一起離開醫院。洛伊·O·迪士尼日後並未再回到這家醫院，而肺結核也未曾復發。在華特·迪士尼的邀請下一些昔日的工作伙伴和家人陸續由堪薩斯城移居到好萊塢，有“愛麗絲在卡通國”的人物主角Virginia Davis，和先前創業夥伴Iwerks，形成初期的“迪士尼兄弟工作室”。
1923年7月華特·迪士尼和哥哥洛伊·O·迪士尼成立了迪士尼兄弟製片廠（Disney Brothers Studio），並接著製作《愛麗絲在卡通國》系列動畫。
1925年華特·迪士尼僱用一位年輕女著色師莉蓮邦茲（Lillian Bounds），他們一見鍾情，幾個月後她便兼任秘書工作，並開始約會。他們的第一次約會是去看百老匯音樂劇“No, No, Nanette”，他也時常載她到洛杉磯附近山丘兜風，乘著一次出遊的機會，他問她自己該送一部新車還是一枚戒指，後來她開玩笑的說著「她很后悔她為什麼沒有選車子」。7月13日，華特·迪士尼與莉蓮邦茲在愛達荷州結婚，他們渡蜜月的地點是在西雅圖附近的雷尼尔山，而他們的婚禮之夜是在劉易斯頓開往西雅圖的快車上。
度完蜜月回到好萊塢後，華特·迪士尼決定把迪士尼兄弟公司改名為華特·迪士尼製片廠，因為他認為單個名字比帶有“兄弟”一詞更有吸引力。
1926年位於海布瑞恩的新片廠建成了。隨後，迪士尼兄弟開始在新片場製作《幸運兔奧斯華》（Osward, the Lucky Rabbit）系列動畫。
1927年《幸運兔奧斯華》推出後反響不錯。
1928年2月，華特·迪士尼帶著莉蓮到紐約去找發行人查爾斯·明茨（Charles Mintz）討論續簽合同的問題。華特原本要提高價格，但明茨卻要求華特降低價格，並告訴華特，他已經買通大部分《幸運兔奧斯華》的製作人員，而且根據合同他擁有這系列動畫的版權，如果華特不答應降價要求，他自己也可以繼續製作《幸運兔奧斯華》。在回好萊塢的火車上，華特·迪士尼突發靈感，創作出了一個以老鼠為原型的卡通形象——莫迪默（Mortimer Mouse），後來經過莉蓮的建議，這個卡通形象改名為米奇（Mickey Mouse）。3月，華特開始了第一部米奇系列動畫《飛機迷》（Plane Crazy）的製作。隨後又製作了第二部《飛奔的高卓人》（Gallopin’ Gaucho）。由於這兩部動畫的反響很有限，當時有聲電影又剛剛興起，因此華特決定用帕特裡克·鮑爾斯研究出的方法來給第三部米奇系列動畫《威利汽船》（Steamboat Willie）配音，創作出了世界上第一部有聲動畫。11月18日，《威利汽船》在紐約僑民影院進行首映反響空前，這一天也被定為米奇的生日。
1929年華特除了繼續推出米奇系列動畫外，為了增加流動資金，華特開始製作新的名為《糊塗交響曲》（Silly Symphony）的系列動畫短片。
1930年一個名叫喬治·博格費爾特的紐約商人為了給自己的孩子聖誕禮物，向迪士尼片廠購買了米奇和米妮形象在玩具、書籍和服裝上的使用權。接著，華特·迪士尼授權紐約的拜博——蘭出版公司出版發行米奇的出版物。
1931年泰尼柯勒（Technicolor）公司發明了一種彩色電影拍攝技術。華特開始考慮拍攝彩色動畫。
1932年7月30日，推出了世界上第一部彩色動畫《花與樹》（Flowers and Trees）。同年，為了對華特·迪士尼創作出米奇表示感謝，電影藝術與科學學院授予華特奧斯卡特別獎。
1933年華特推出動畫《三隻小豬》（Three Little Pigs）。同年12月19日，華特的第一個女兒黛安·瑪麗·迪士尼（Diane Marie Disney）出生。
1934年6月9日，華特推出動畫短片《聰明的小母雞》（The Wise Little Hen），唐老鴨第一次出現。
1935年2月23日，華特推出第一部彩色米奇動畫《米奇音樂會》（The Band Concert）。
1936年12月31日，華特的第二個女兒莎倫·梅·迪士尼（Sharon Mae Disney）出生（實際為迪士尼在1937年一月莎倫出生兩周的時候領養）。
1937年12月21日，華特在好萊塢卡塞劇院（Carthay Circle Theater）正式推出了影史上第一部長篇動畫電影《白雪公主和七个小矮人》（Snow White and the Seven Dwarfs）。華特在這部影片在製作過程中遇到了很多困難，影片花費大大超過預算，很多人都認為沒有人會去看一部一個多小時全是動畫的電影，由美國媒體甚至稱製作《白雪公主和七个小矮人》是“迪士尼的愚蠢”（The Disney Folly）。然而影片上映後反響空前，在正式上映的第一場上，很多名人都起立鼓掌。
1938年，由於影片中的歌曲很受歡迎，所以華特發行了影片的原聲帶，這也是世界上第一張電影原聲帶。
1939年，華特第二次被授予奧斯卡終身成就獎（榮譽獎），而且有一座大金人加七座小金人。
1940年2月7日，華特推出第二部長篇動畫電影《木偶奇遇記》（Pinocchio）。同年11月13日推出世界上第一部使用立體音響的電影《幻想曲》。
1941年，迪士尼製片廠的動畫師由於不滿華特的一些做法，比如要求他們加班，工作量大，不承認工會等，實行的大罷工，後來經過羅伊的工作，罷工停止。同年，華特作為美國政府的親善大使到中南美洲訪問，還有與創作出《幻想曲》第三次獲得奧斯卡特別獎。這一年10月23日，華特推出第四部長篇動畫《小飛象》（Dumbo）。
另外，由於美國參加第二次世界大戰，華特製片廠的大部分廠房都被美國軍方用作軍用。在隨後的戰爭期間，由於華特製片廠的不少員工都被徵去參軍了，除了發行了《小鹿斑比》（Bambi），華特無法繼續拍攝長篇動畫，因此開始拍攝中短篇幅的動畫電影並製成合輯發行，如《致侯吾友》（Saludos Amigos）、《三騎士》（The Three Caballeros）、《為我譜上樂章》（Make Mine Music）、《旋律時光》（Melody Time）和《米奇與魔豆》（Fun and Fancy Free）等。1946年11月12日，華特還推出了製片廠第一部真人與動畫結合的電影《南方之歌》。另外，在這個期間華特也為美國政府拍攝了不少宣傳影片。二戰結束後，很多當年參軍的員工回到片場，幫助華特製作影片。
1950年2月15日，迪士尼再次推出了一部長篇動畫《仙履奇緣》，從這開始，華特的動畫製作進入黃金時期。在接下來的十多年裡，華特推出了《小飛俠》、《小姐與流浪漢》、《睡美人》、《101忠狗》、《森林王子》（The Jungle Book）等多部膾炙人口的影片。7月19日，華特推出了迪士尼第一部真人電影《金銀島》。

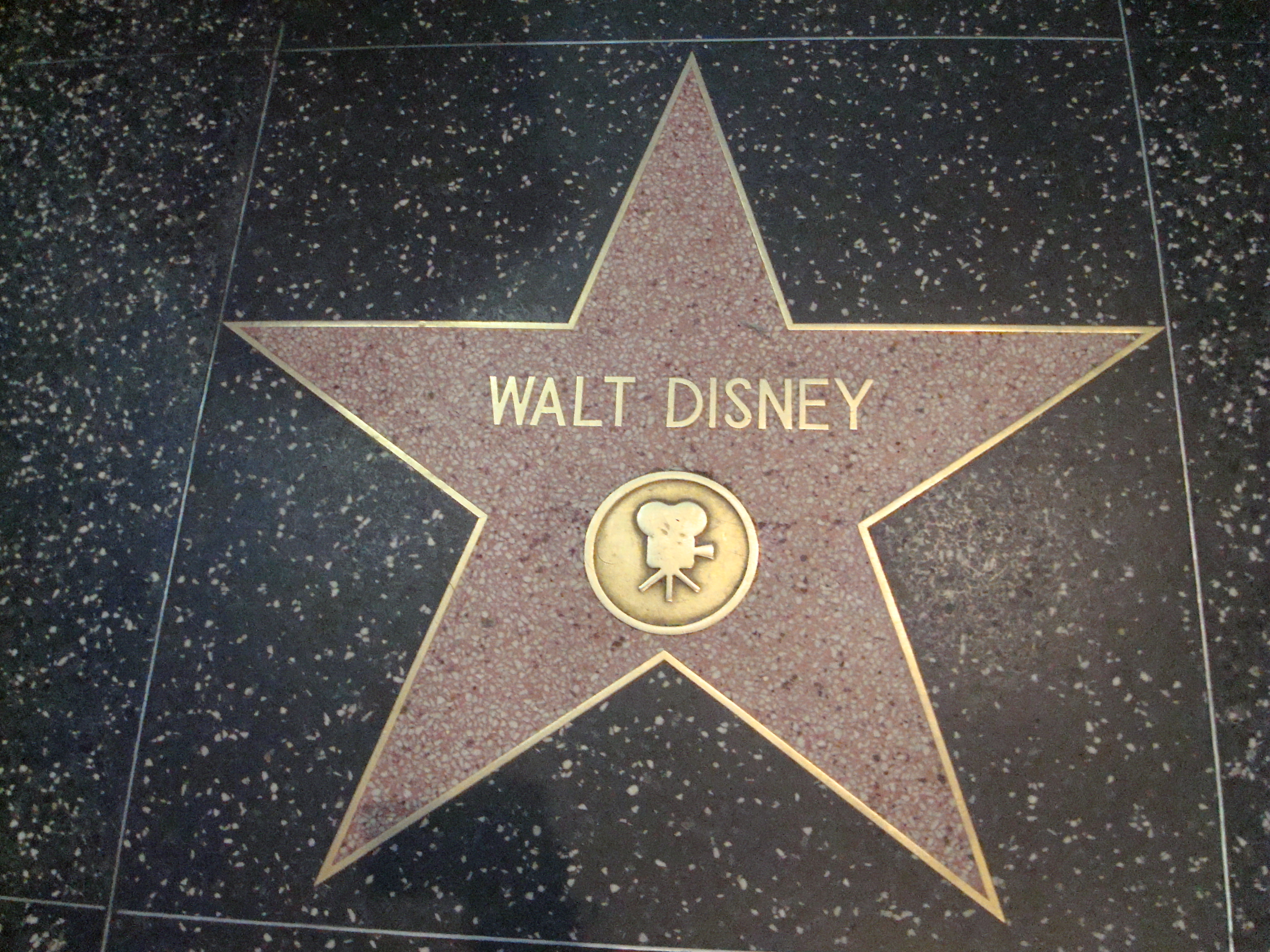
華特·迪士尼在好萊塢星光大道上的星形獎章

### 晚年生活

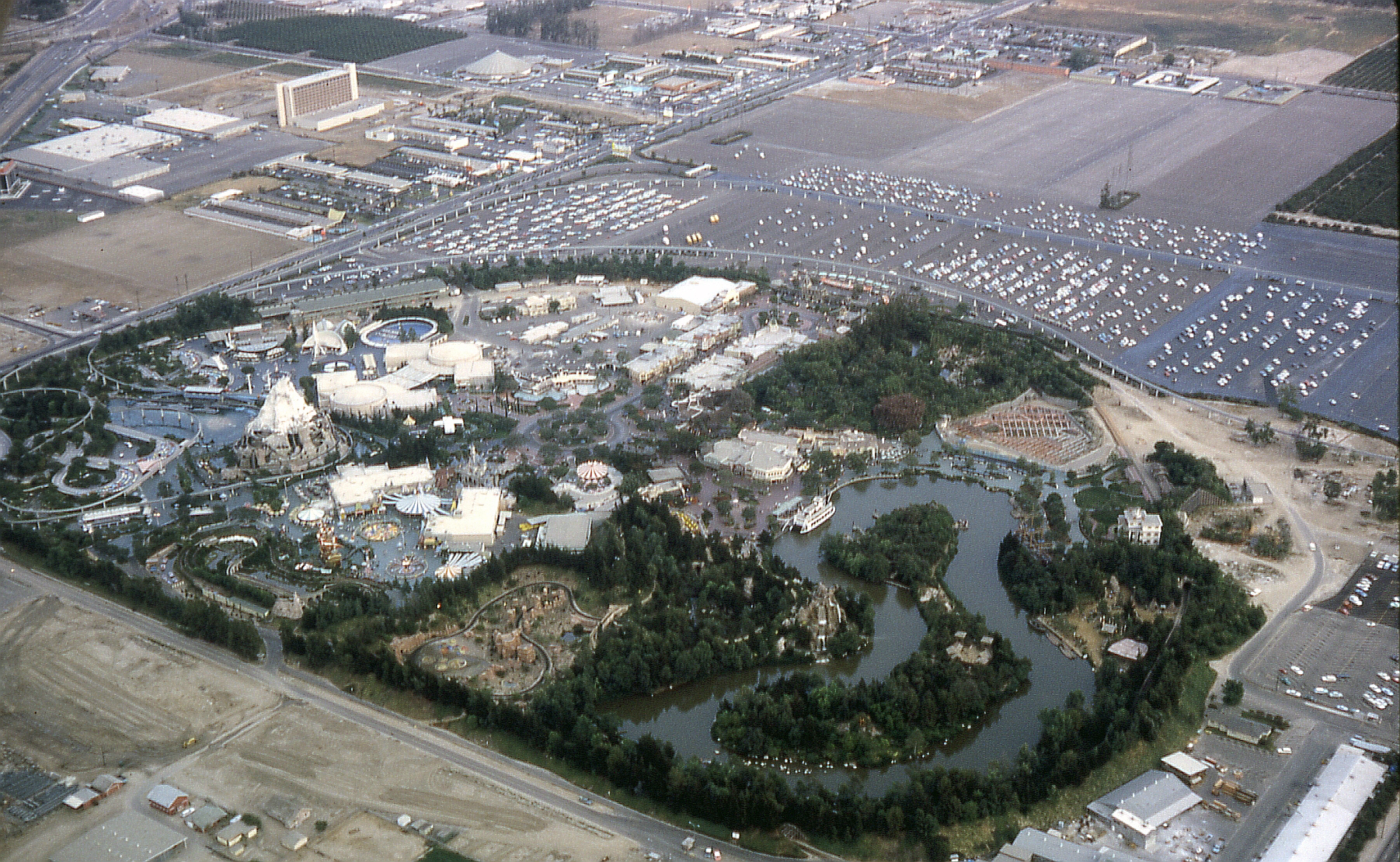
世界上第一座迪士尼樂園

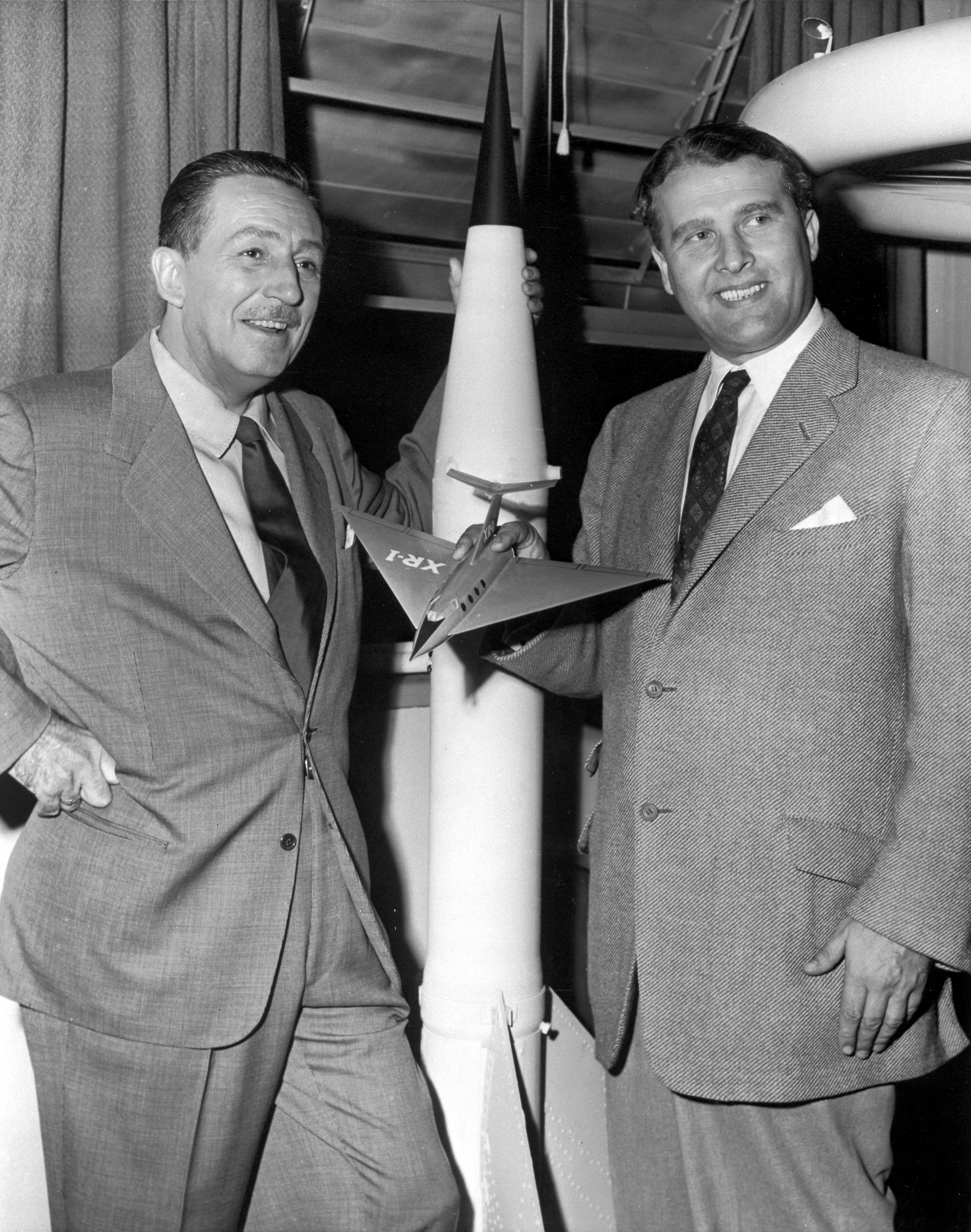
華特·迪士尼（左）與德裔火箭專家華納·馮·布朗（右）

1955年，華特創建了世界上第一座迪士尼主題樂園——於1955年7月17日在美國加利福尼亞州安那翰（Anaheim）的迪士尼樂園（Disneyland），並開始規劃位於美國佛羅里達州奧蘭多的迪士尼世界（Disney World，後來被羅伊O.迪士尼改為華特·迪士尼世界）。
1956年，迪士尼乐园开始施放烟火“Fantasy in the Sky”，迪士尼正式自行发行音乐唱片，成立《Disneyland Records》。
1957年，推出经典名片《老黄狗》，推出经典电视影集《黑龙侠》。
1958年，拿下奥斯卡的纪录片《白色旷野》推出。
1959年，推出动画片《睡美人》，推出经典喜剧名片《长毛狗》，迪士尼乐园开始推出“E ticket”制，迪士尼乐园推出《单轨列车》。
1960年，推出《快乐小天使》、《海角一乐园》经典名片，捧红许多明星，迪士尼接下该年冬季奥运开闭幕庆典。
1961年，推出动画《101忠狗》，采用全录复印创新技术，推出经典名片《飞天老爷车》、《小红娘》，迪士尼在NBC推出《彩色世界》电视时段。
1962年，著名的角色鸭教授饭桶博士在《彩色世界》电视时段中首度登场露面，迪士尼投资位于科罗拉多丹佛的Celebrity Sports Center。
1963年，華特·迪士尼秘密飞往佛罗里达物色第二座乐园地点，推出动画片《石中剑》。
1964年，推出真人动画共演的《欢乐满人间》拿下五座奥斯卡，参加纽约博览会，推出《小小世界》参展；8月29日，華特还推出了真人与动画结合由茱莉·安德絲主演的电影《欢乐满人间》（Mary Poppins），这也是影史上迪士尼成就最高的电影。另外，華特也开始在电视上播出《迪士尼奇妙世界》（The Wonderful World of Disney）。
1965年，迪士尼乐园盛大庆祝10周年庆佛州迪士尼世界计划宣布。
1966年，華特·迪士尼参加纽约年度花车大游行，推出首部小熊维尼短片《小熊维尼与蜂蜜树》，這是他在世最後一部作品。
1966年12月15日，華特·迪士尼在他剛過完65歲生日後十天，因為長期吸煙的關係，由於肺癌醫治無效，突發心肌梗塞逝世。華特的遺體被火化，骨灰被安葬在加利福尼亞州格倫代爾的森林墓地，一塊雜草叢生的小塊土地上，在那裡，立著一塊小小的紀念碑。由於華特死後一切安排當時都沒有公開，所以他遺體被速凍的謠言一直流傳多年。

## 奥斯卡奖
華特·迪士尼持有的最高记录的奥斯卡奖提名次數共59次和奥斯卡奖共22座。他也赢得了荣誉奥斯卡奖共4次。最后一次的奥斯卡奖是他死後追授的。
- 1932：最佳的电影短片，卡通：花和树
- 1932：荣誉奥斯卡奖，米老鼠
- 1934：最佳的电影短片，卡通：三只小猪
- 1935：最佳的电影短片，漫画：龟兔赛跑
- 1936：最佳电影短片，漫画：三个孤儿小猫
- 1937：最佳的电影短片，卡通：国家表哥
- 1938：最佳的电影短片，卡通：老磨坊
- 1939：最佳的电影短片，卡通：费迪南德的公牛
- 1939：荣誉奥斯卡奖，白雪公主与七个小矮人
- 1940：最佳的电影短片，漫画：丑小鸭
- 1941：荣誉奥斯卡奖，幻想曲
- 1942：最佳的电影短片，卡通伸出爪子
- 1943：最佳电影短片，卡通：明镜元首的面孔
- 1949：最佳的电影短片，两卷：海豹岛
- 1949：荣誉奥斯卡奖，歐文·塔爾貝格紀念獎
- 1951：最佳的电影短片，两卷：海狸谷
- 1952：最佳的电影短片，两卷：大自然的半英亩
- 1953：最佳电影短片，两卷：水鸟
- 1954：最佳纪录片，特点：沙漠的生活
- 1954：最佳纪录片，短期主题：阿拉斯加的爱斯基摩人
- 1954：最佳的电影短片，卡通：嘟嘟哨普拉克和繁荣
- 1954：最佳的电影短片，两卷：承担国家
- 1955：最佳纪录片，产品特点：消失的大草原
- 1956：最佳纪录片，短期主题：男人对北极
- 1959：最佳的电影短片，真人主题：大峡谷
- 1969：最佳的电影短片，卡通：小熊维尼和大风天

## 其他榮譽
- 哈佛大学、耶鲁大学、南加州大学和加州大学洛杉矶分校的荣誉学位。
- 1935年5月24日，授予法国国家荣誉军团军官勋章的美国国会金质奖章。
- 1935年，授予一個特殊的美國奖章，被认为是米老鼠奖。
- 1964年9月14日，授予总统自由勋章。
- 2006年12月6日，加州州长阿诺德·施瓦辛格和第一夫人玛丽亚·施莱佛將華特·迪士尼的名字刻上位于美国加州历史艺术博物馆的加州名人堂。
- 1980年由前苏联天文学家柳德米拉（Karachkina）發現的小行星4017 Disney由他的名字命名。
- 迪士尼在好莱坞的星光大道有两个星形獎章，分別表揚他在电影界和电视界的工作。
- 泰国皇冠勋章
- 巴西南十字勋章
- 墨西哥阿兹台克鹰勋章
- 国家剧院业主协会（National Association of Theater Owners）颁发的世界艺人奖

## 軼事
1918年華特参军被拒，因为当时他年仅16岁；随后，他加入红十字会，并被派往海外，其后的一年他担任红十字会官员的司机，驾驶救护车。他的救护车从上到下覆盖着的不是树干迷彩，而是漫画和卡通。

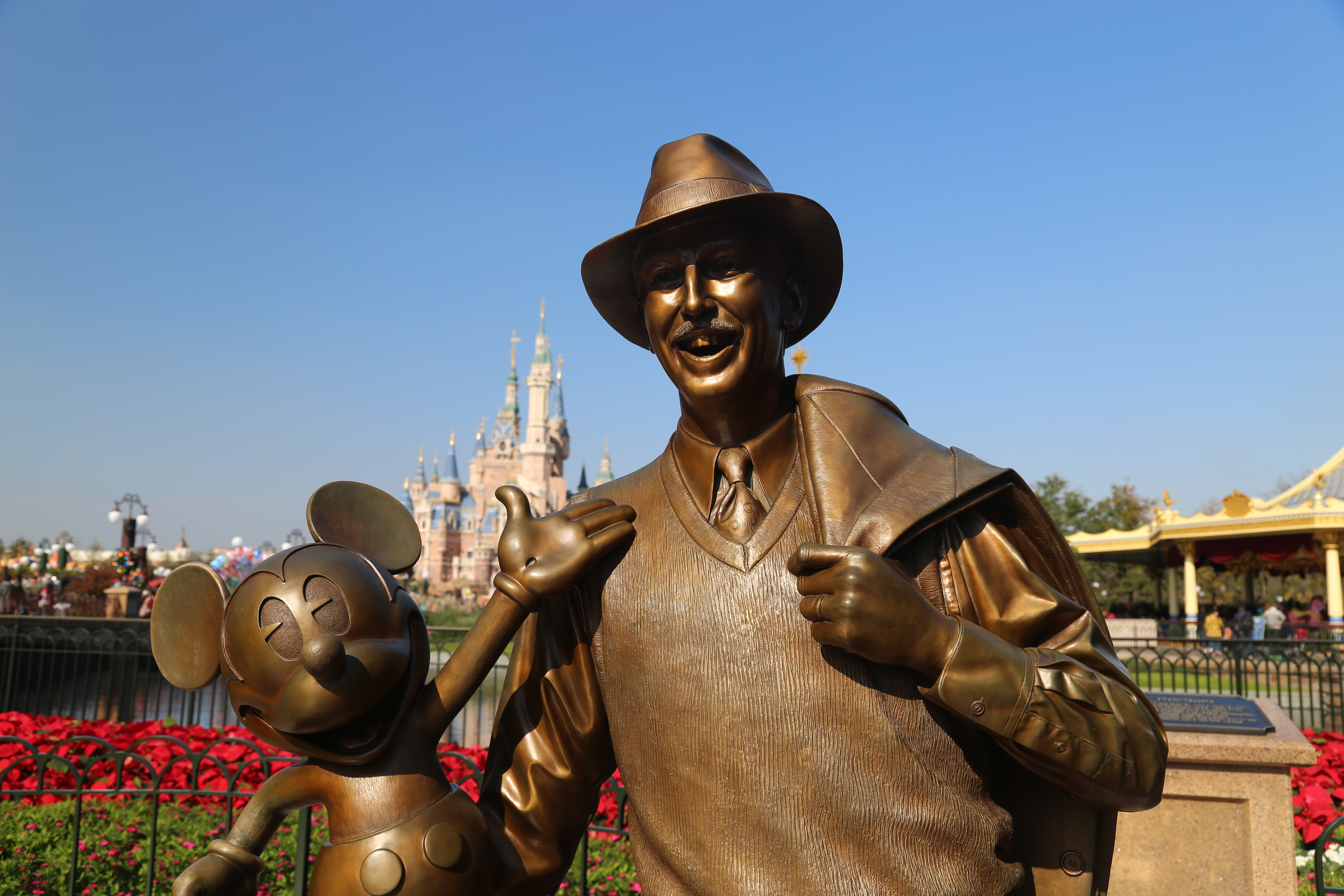
上海迪士尼乐园内的华特迪士尼与米老鼠铜像

1923年8月，華特·迪士尼开启了其在好莱坞43年的事业生涯。他带着一些绘画材料、兜裡的40美元和一部完整的动画真人电影离开堪萨斯城，前往好莱坞。
大卫·罗（David Low），这位已故的英国政治漫画家，称迪士尼为“自达芬奇之后平面艺术史上最重要的人物”。
他是史上荣获奥斯卡奖项最多的人，在其一生中，華特和其团队成员一起共在全世界范围内获得超过950次的荣誉和嘉奖，其中包括48次奥斯卡金像奖和7次艾美奖。
迪士尼是美國共和黨支持者，曾表態支持隆納·雷根競選加州州長。
華特·迪士尼在1960年代曾拒絕亞弗列德·希區考克來迪士尼主题公园取景，「因為希區考克曾經拍過電影《驚魂記》」。
終身成就獎「白雪公主与七個小矮人」該獎項，在歷史上獨一無二的奧斯卡頒獎典禮，是一個大型的雕像和七個小雕像。
當他染上肺癌不得不躺在病床上時，還望著天花板的方格，利用方格來『規劃』未來的EPCOT中心。
2003年成立于美国加利福尼亚州洛杉矶的華特·迪士尼音乐厅，被命名为Waltograph。
HBO在1993年开始发展有關華特·迪士尼的電影，由弗兰克·皮尔森和劳伦斯Turman导演，但该計畫从来没有实现；然而新的影片《大夢想家》將開機，主演湯姆·漢克斯日前在採訪中透露了自己為角色所做的前期準備工作。漢克斯將在影片中出演傳奇動漫人華特·迪士尼，為了進入角色，漢克斯近日特意前往迪士尼家族博物館進行參觀學習。影片將圍繞經典電影《歡樂滿人間》的製作展開，故事的開始就是華特·迪士尼答應自己的女兒要將《歡樂滿人間》一書改編成電影，於是迪士尼和原著作者P.L.特拉弗斯展開了長達十四年的交涉過程，並於1961年敲定版權。但是從影片的前期準備階段，迪士尼和特拉弗斯就發生了很多矛盾，在劇本、音樂和演員陣容上發生了嚴重分歧，直到影片在1964年上映，特拉弗斯都對女主角朱麗·安德魯斯非常不滿，認為她太漂亮。女星艾瑪·湯普森將出演特拉弗斯一角，柯林·法瑞爾、保羅·吉亞瑪提等人也將加入該片，電影最終在2013年尾上映。
華特·迪士尼是2014年阿納海姆星光大道的明星獲獎者，以表彰他對阿纳海姆的重要贡献。

## 華特·迪士尼家族博物館

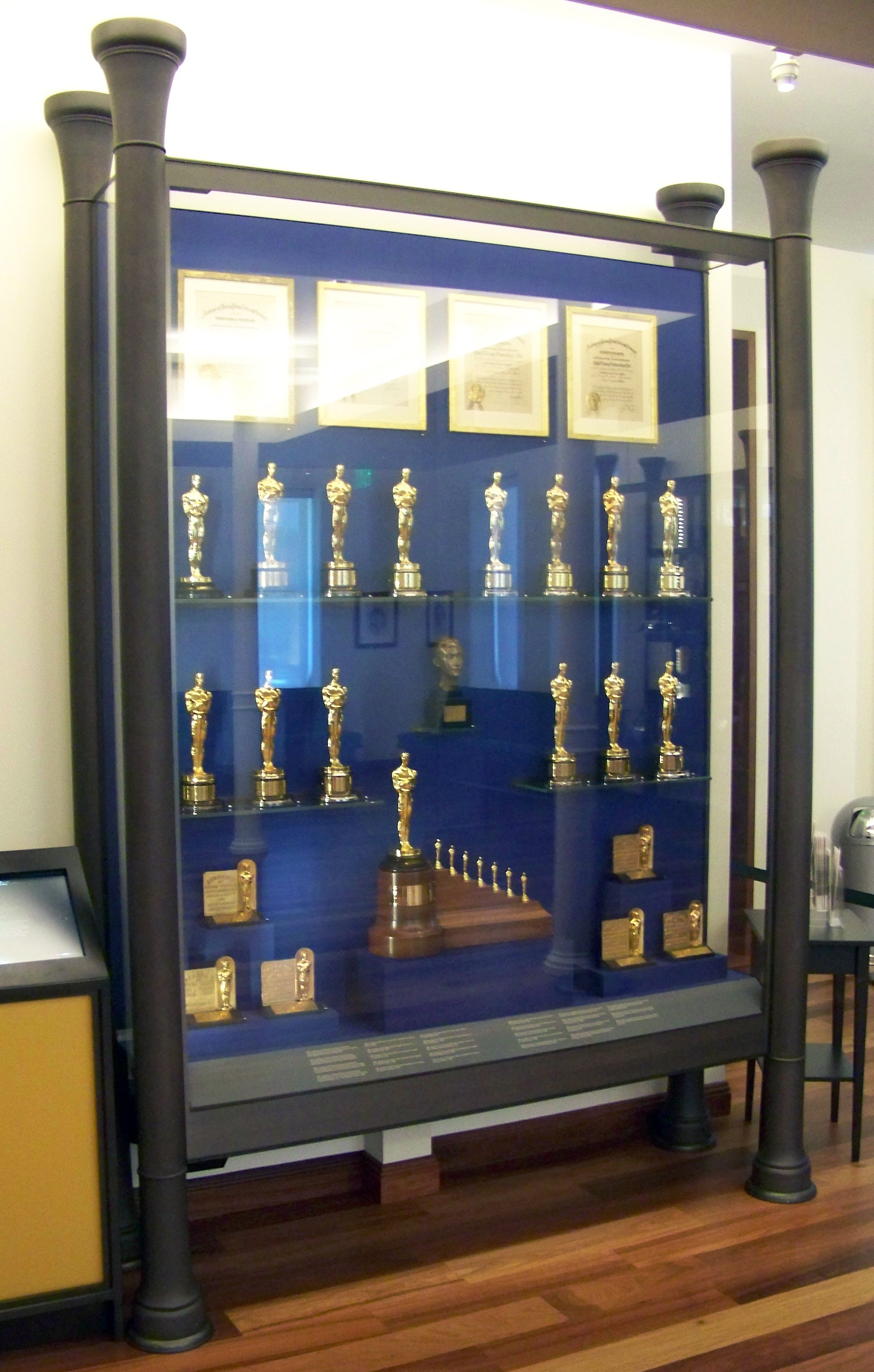
在舊金山華特迪士尼家族博物館的大廳展示櫃展示了華特·迪士尼獲得的許多奧斯卡金像獎。他以《白雪公主》所獲得的獨特特殊獎位於底部。

華特·迪士尼家族博物館（The Walt Disney Family Museum）在2009年10月開幕，地點在靠近金門大橋附近的The Presidio of San Francisco地帶。
一般成人入場費$20，學生$15，官網鼓勵民眾事先在網路訂票。為了平均場內人數，門票的時間間隔為十五分鐘。The Presidio的入口，感覺像是舊金山的世外桃源，有健行步道及一大片高聳樹林，但裡面的指示方向牌很少。建築物後方就是金門大橋，視野非常好，從博物館二樓的透明窗戶看過去也可以看到金門大橋的美景。大廳放了一些相關文物，包括迪士尼得到的奧斯卡獎，其中最下方最大塊的是白雪公主的奧斯卡獎，這項獎還特別設計了七個小金人代表七矮人。另外還放了一套仿迪士尼樂園Walt Disney Apartment內的傢俱組。館內分成兩樓，一樓範圍不大，主要是介紹迪士尼家庭跟其小時候的生活，二樓則是介紹迪士尼到好萊塢之後的故事。裡面有一面牆擺放迪士尼死後幾天的報紙圖畫，絕大部分都是米老鼠哭泣的樣子。
這裡有很多文字，且空間規劃極佳，內部面積不大，但若仔細參觀，走完全程也要至少三小時。二樓是博物館的精華地帶，一步一步走，可以完整了解迪士尼在不同年代所做的事情。裡面設有紀念品店，賣得並不是一般迪士尼樂園會賣的玩具，而是與華特·迪士尼相關的紀念品為主。還可以看到古早版本的Mickey Mouse。

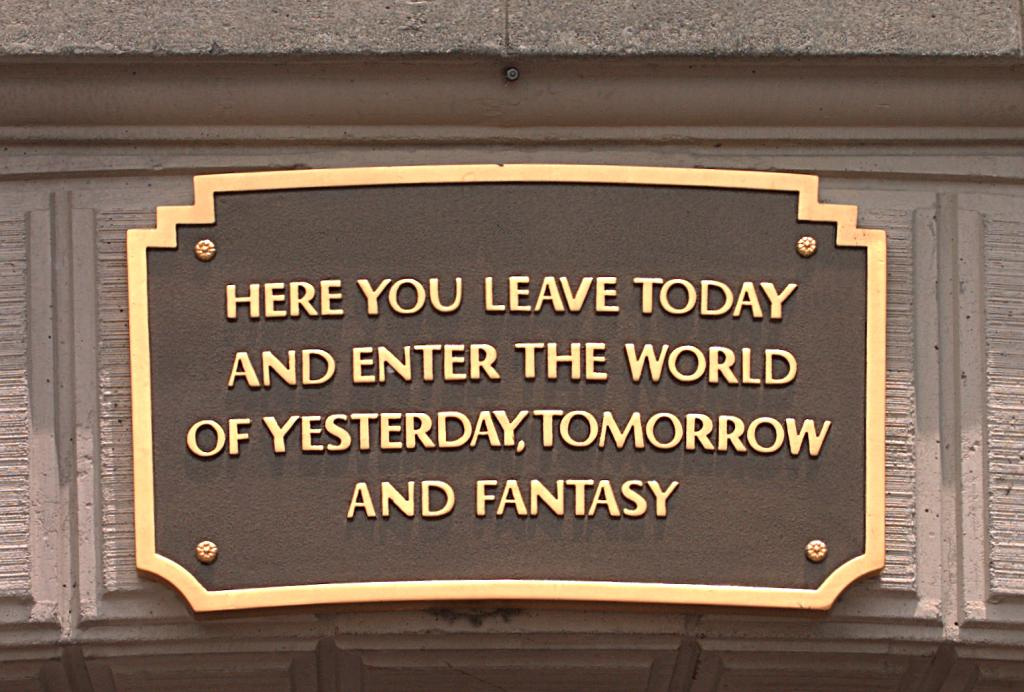
迪士尼樂園入口處的牌匾